# Пјанаце (Пјаченца)
Пјанаце је насеље у Италији у округу Пјаченца, региону Емилија-Ромања.
Према процени из 2011. у насељу је живело 40 становника. Насеље се налази на надморској висини од 246 м.